# Antoine Laumet de La Mothe Cadillac
Antoine Laumet de La Mothe Cadillac (kiejtése: kadijak) (Saint-Nicolas-de-la-Grave, 1658. március 5. – Castelsarrasin, 1730. október 15.) francia katonatiszt, felfedező, Detroit elődjének alapítója. 1683-ban érkezett meg Észak-Amerikába Franciaországból. Részt vett az irokézek elleni harcokban. Egy ideig Maine-ben élt, majd a mai Michiganben. 1694 és 1697 között egy határ menti erődítmény parancsnoka volt. XIV. Lajos francia király engedélyével szőrmekereskedő állomást hozott létre a Nagy-tavaknál, és megalapította Fort-Pontchartrain du Détroit-t. 1710-ben az új francia gyarmatra, Louisianába rendelték, és ott volt kormányzó 1717-ig. Nevét viseli a híres amerikai autómárka, a Cadillac.

## Ifjúsága
Apja Jean Laumet ügyvéd, a király toulouse-i parlamenti megbízottja, anyja Jeanne de Pechagut, egy középosztálybeli földbirtokos lánya volt. Antoine negyedik gyermekként született. Katonaiskolába járt, híresen jól forgatta a kardot. Tanulmányai befejezése után a Dampierre-Lorraine ezred hadapródja, majd 1677-ben a Clairembault ezred hadnagya lett. 1683-ban Észak-Amerikába, Port Royalba vezényelték.

## Pályafutása

### 1683–1693
Port Royalban egy hajózási vállalkozó, François Guyon üzletébe szállt be, aki elsősorban az ellenséges hajókat fosztogatta. 1687. június 25-én elvette Guyon hajótulajdonos 17 éves unokahúgát, Marie Therese Guyont. A templomi feljegyzések szerint ekkor már használta az Antoine de la Mothe Cadillac nevet, amelyből az utolsó tag feltehetően a családi birtok egyik részének nevéből ered. Az újvilágba áttelepülők közül sokan éltek az új, általában nemesi név felvételének előnyeivel. Sok gyereke született, a különböző források szerint hét vagy tizenhárom. Cadillac 1688-ban egy telket kért Új-Franciaország kormányzójától a Donaquec néven ismert területen. Denonville kormányzó 1688. július 23-án beleegyezését adta, amelyet XIV. Lajos 1689. május 24-én szentesített. Ettől kezdve Cadillac szívesen nevezte magát Antoine de la Mothe, Cadillac, Donaquec és Mount Desert urának.
1689-ben visszahívták Franciaországba, hogy segítsen elkészíteni egy tengeri támadás terveit Új-Anglia ellen. Cadillac jó benyomást tett a királyra és tengerészeti miniszterére, Louis II Phélypeaux de Pontchartrainra, akik a későbbiekben sem felejtették el hozzájárulását a háborús erőfeszítésekhez.

### 1694–1700
1694-ben megbízták Michilimackinac parancsnokságával. Ezzel Cadillac felügyelete alá kerültek a nyugati határvidék erődjei, telepei, kereskedelmi állomásai és kormányzati érdekeltségei. A feladata az volt, hogy konszolidálja a franciák és a Nagy-tavak környékén lakó indián törzsek közötti viszonyt. Cadillac a Michilimackinacban töltött évek alatt támogatta az alkohol terjesztését, ami miatt vitába keveredett a misszionárius jezsuitákkal, és saját hasznára beszállt a szőrmeüzletbe is. Egy korabeli feljegyzés szerint "soha korábban nem halmozott fel ekkora vagyont egyetlen ember sem ilyen rövid idő alatt".

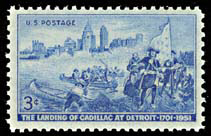
Cadillac partraszállása a mai Detroit területén egy 1951-es amerikai bélyegen

1697-ben vagy 1698-ban négy erőd - Frontenac, Michilimackinac, St. Joseph of Miami és St. Louis of Illinois - kivételével valamennyit bezárták, valószínűleg elsősorban gazdasági okokból. Később ezeket az erődöket is kiürítették. Cadillacat számos vád érte korábbi tevékenysége miatt. Cadillac felhívta a helyi francia kormányzat figyelmét: az üres erődök arra csábíthatják az angolokat, hogy elfoglalják a területet. Azt javasolta, alapítsanak új telepet a mai Detroit területén. 1698-ban Franciaországba hajózott, hogy az engedélyt megkapja a királytól.
Az általa kinézett terület a Huron-tótól délre feküdt. A területet a Huron- és az Erie-tavat összekötő keskeny vízi útról la détroit-nak nevezték. A vidék ideális volt egy új település alapítására, mert földje termékeny, klímája jó volt, a folyó pedig védelmet nyújtott az esetleges angol támadás ellen. Cadillac, miután 1699. május 27-én megkapta az engedélyt, visszatért Quebecbe, majd Montréalba utazott, ahol embereket toborzott és felszerelést gyűjtött. Cadillac főbb feladatai a következők voltak: akadályozza meg, hogy a hódvadászatot az irokézek felügyeljék; a legjobb minőségű prémeket szállítsa Franciaországba; biztosítsa a munkáját és hasznát a francia bőrkereskedőknek; egyesítse a franciákkal szövetséges indiánokat, és asszimilálja őket.

### 1701–1730
A hódító csapat 1701. június 4-én hajózott ki, majd 1701. július 24-én tábort ütött a Detroit-folyó mellett, azon a területen, amelyet Cadillac kinézett a telepalapításra. A telep a Fort Pontchartrain du Détroit nevet kapta, XIV. Lajos tengerészeti minisztere iránti tiszteletből. A letelepedésre kijelölt területen templomot és erődöt építtetett, telkeket parcelláztatott, hogy odacsábítsa a telepeseket, kísérleteket tett az indiánok "civilizálására", a többi között franciákkal való házasságok útján.
1710-ben Cadillacot elmozdították az erőd éléről, miután nem sikerült teljesítenie a kitűzött feladatokat. A francia kormányzat számára nyilvánvalóvá vált, hogy az erőd irányítója az angolokkal üzletel a szőrmével. Mindezek ellenére Cadillacot kinevezték Louisiana kormányzójának. Az elkövetkező években Cadillac több expedíciót vezetett, hogy olyan természeti kincseket fedezzen fel, amelyek segítik az új gyarmat telepeit. Kormányzói erőfeszítései azonban elsősorban arra irányultak, hogy saját vagyonát gyarapítsa. Emiatt 1717-ben leváltották.
1717 júniusban hazatért Franciaországba. Kevéssel hazaérkezése után bebörtönözték a Bastille-ba, amiért az ellen foglalt állást, hogy a francia befektetők segítséget nyújtsanak a Mississippi folyam menti telepek létrehozásában. Cadillac néhány hónapot töltött börtönben, majd ügyének tárgyalása nélkül szabadon engedték. 1722. december 11-én kinevezték a szülőhelyéhez közeli város, Castelsarrasin kormányzójának.

## Érdekesség
- Antoine Laumet de La Mothe Cadillacról nevezték el a Cadillac autómárkát, a michigani Cadillac városát és a maini Cadillac-hegyet.[1]
- Nagy orra miatt Sólyom volt a gúnyneve.[2]